# Krevský hrad
Krevský hrad (bělorusky Крэўскі замак, litevsky Krėvos pilis, polsky zamek w Krewie) je zřícenina hradu ve stejnojmenné obci v Hrodenské oblasti v Bělorusku.

## Historie
Hrad litevských knížat ve vesnici Kreva byl postaven kolem roku 1300 a je jedním z nejstarších kamenných hradů v Bělorusku. Roku 1382 byl na hradě zavražděn litevský kníže Kęstutis. Roku 1385 byla na hradě uzavřena tzv. Krevská unie. Hrad byl výrazně poškozen během 1. světové války. Od roku 2017 probíhají na hradě rekonstrukční práce.

## Architektura
Měl přibližně čtvercový půdorys a byl postaven z kamene a cihel. Jeho dominantou byl donjon, který byl ale během 1. světové války zničen.

## Galerie
- Rekonstrukce podoby hradu
- Obytná věž hradu před zničením a po něm
- Vstup do hradu - současný stav
- Obytná věž - současný stav